# Enriqueta Cerón
Enriqueta Cerón es una destacada investigadora en el área de antropología lingüística. Es originaria de Xalapa, en Veracruz (México).
Licenciada en antropología con la especialidad de lingüística por la Facultad de Antropología de la Universidad Veracruzana y titulada con la tesis "Redes Sociales y Compadrazgo:Indicadores de vitalidad etnolingüística en una comunidad indígena de Puebla", que en 1991 obtuvo el Premio Nacional Wigberto Jiménez Moreno, de los Premios Anuales INAH, como la mejor tesis de licenciatura en el área de lingüística.
Maestra en Letras (Lingüística Hispánica) por la Facultad de Filosofía y Letras de la Universidad Nacional Autónoma de México por la tesis "Alternancia de Códigos entre náhuatl y español".
Doctora en antropología con la especialidad en lingüística por la Facultad de Filosofía y Letras y el Instituto de Investigaciones Antropológicas de la Universidad Nacional Autónoma de México, en la cual obtuvo Mención Honorífica por su tesis doctoral "Multilingüismo en Tlachichilco, Veracruz", trabajo que se hizo acreedor en el 2010 al Premio Internacional de Investigación Etnográfica "Angel Carril", otorgado por el Instituto de Identidades de la Diputación de Salamanca (España).
Es Profesora Investigadora en la Facultad de Antropología de la Universidad Veracruzana en donde imparte múltiples experiencias educativas y dirige tesis. Coordinadora del cuerpo académico donde desarrolla la línea de generación y aplicación del conocimiento: "Lenguas en Contacto: Influencia mutua entre las lenguas Indígenas y el Español". Miembro del Sistema Nacional de Investigadores Nivel I del Consejo Nacional de Ciencia y Tecnología CONACYT. Miembro del comité académico de OTOPAMES (Grupo de estudiosos de los hablantes de las seis lenguas: Pame, mazahua, otomí, chichimeco-Jonáz, Matlatzinca y Ocuilteco) que organiza los Coloquios Internacionales. Reconocida como Profesor Perfil Deseable en 2009 por el PROMEP (Programa de Mejoramiento Profesional) de la Secretaría de Educación Pública.
Autora de libros y artículos que versan sobre vitalidad etnolingüística, contacto lingüístico, multilingüismo y diversidad lingüística publicados por editoriales nacionales e internacionales. 

## Publicaciones
Redes Sociales y Compadrazgo: Indicadores de Vitalidad Etnolingüística en una comunidad Indígena de Puebla, Colección Científica, Instituto nacional de Antropología e Historia, México, 1995
"Algunos Aspectos de la Religiosidad Tradicional entre los otomíes de Tlachichilco" en: Estudios de Cultura OTOPAME 6, Instituto de Investigaciones Antropológicas, UNAM, México 2008
La influencia lingüística en el Español al contacto con la lengua Náhuatl, La Palabra y el Hombre, Revista de la Universidad Veracruzana, julio-septiembre de 2006, n.º 139, Xalapa, Veracruz, México.